# Austrotyphlops yirrikalae
Austrotyphlops yirrikalae là một loài rắn trong họ Typhlopidae. Loài này được Kinghorn mô tả khoa học đầu tiên năm 1942.